# Лунула
Лунулата (от латински – „малка луна“) е белезникава зона с форма на полумесец, намираща се в основата на нокътя на ръката или крака. Тя е видимата част на матрицата на нокътя (корена му). При хората, тя се появява през 14-ата седмица на бременността и има основна структурна роля при дефинирането на свободния край на дисталната нокътна плочка (частта на нокътя, която расте навън).

## Външен вид
Намира се на края на нокътя (края най-близо до кожата на пръста), но все пак под самия нокът. Всъщност не е бяла на цвят, но изглежда такава гледана през нокътя. Тъй като оформя матрицата на нокътя, лунулата е много деликатна част на структурата му. Ако лунулата се повреди, нокътят ще бъде деформиран завинаги. Дори ако целият нокът се премахне, лунулата остава на мястото си и прилича на друг по-малък нокът в основата на нокътното легло.
Има форма на полумесец и има уникални хистологични характеристики. Изследвания са довели до заключението, че лунулата е била зона на хлабав дермис с по-слабо развити колагенови снопчета. 
Лунулата е най-забележима на палеца, но не при всеки човек е видима. В някои случаи, епонихиумът може частично или напълно да покрие лунулата, което е напълно нормално.